# Пископ
Пископ (фр. Piscop) — муниципалитет во Франции, в регионе Иль-де-Франс, департамент Валь-д'Уаз. Население — 755 человек (2006). Муниципалитет расположен на расстоянии около 18 км севернее Парижа, 21 км восточнее Сержи.

## Демография
Динамика населения (Cassini и INSEE):